# Toirdelbach Ua Briain
Toirdhealbhach Ua Briain (ancienne orthographe : Toirdelbach Ua Briain, forme anglicisée : Turlough O’Brien) (1009-1086) est le 43e roi de Munster (1064-1086) et Ard ri Érenn (1072-1086).

## Origine
Toirdelbach  est le fils de Tagd mac Briain et le petit-fils de Brian Boru. Sa mère est Mór fille de Gilla Brigte Ua Mail Muaid, roi du Cenél Fiachach. Né en 1009, il fut élevé après la mort de son père par Maelruanaidh Ua Bilraighe, seigneur d’Ui Cairbre, dans la plaine de Limerick
La première mention dans les chroniques d'Irlande le concernant relève le meurtre de Ua Donnacain, seigneur d’Arahtire, près du Lough Derg en 1031, ce qui entraîna peut être son bannissement.

## Prétendant
La mort de Brian Boru avait entraîné une farouche lutte de succession entre ses deux fils qui avait affaibli durablement les Ua Briain. Après avoir fait assassiner son frère Tagd en 1023, Donnchad mac Briain resté seul roi du Munster, doit fait face Diarmait mac Mail na mBo dynamique souverain des Uí Cheinnselaigh qui établit sa domination sur le Leinster et cherche à dominer le sud de l'Irlande.
Diarmait encourage l'opposition de Toirdelbach Ua Briain à son oncle avec l'aide de Aed Ua Conchobair le roi de Connacht. Donnchad se trouve rapidement pris en étau entre les attaques de Diarmait dans le sud-est et celles d'Aed dans le nord-ouest. En 1054, Toirdelbach pille le Clare avec une armée d’hommes du Connacht, et en 1055, il écrase son cousin Murchad mac Donnchada dans un combat où 400 hommes et 15 chefs sont tués. Il défait Murchad une seconde fois en 1063. Donnchad abandonne alors le royaume  à son neveu et se retire dans un monastère à Rome où il meurt l'année suivante.
Toirdelbach devient roi de Munster en 1064 mais il ne compte pas rester dans l'ombre de ses protecteurs.

## Règne
Toirdelbach cherche d'abord à contrôler le Connacht en encourageant la compétition entre les Ua Conchobair et les Ua Ruairc. En manipulant cette dissension il se prépare à intervenir dans le Leinster à la mort de Diarmait mac Mail na mBo, en 1072 dont le fils et principal héritier Murchad mac Diarmata avait disparu deux ans avant. Il brise la base du pouvoir créée par le vieux roi et consolide ses positions dans le sud en imposant ses fils Diarmait Ua Briain et Muirchertach Ua Briain comme rois dans les ports Norvégiens-Gaëls de Waterford et de Dublin. Il fait ensuite de Limerick sa capitale.  
À la suite de la mort en 1073 du roi Conchobar ua Mael Sechlainn, il étend son contrôle sur le royaume de MideCependant il atteint les limites de son pouvoir  lorsque progressant vers le nord il est défait par l'Airgialla. Toutefois il ne renonce pas à encourager la rivalité traditionnelle entre le Cenél nEógain et l'Ulaid. L'Ulaid qui avait été l'allié traditionnel de Diarmait mac Mail na mBo, considère même naturel de lui transférer son allégeance comme chef du Sud de l'Irlande. Toirdelbach reçoit Donnsléibe Ua hEochada et Aed Meranach Ua hEochada d'Ulaid à Limerick. 
En réponse le roi de Cenél nEógain, reçoit dans son domaine Conchobar Ua Briain et ensuite son frère Cennétig, petit-fils de Donnchad Mac Briain qui sont les rivaux dynastiques de Toirdelbach à qui ils reconnaissent un titre royal. 
En 1084 Mael Sechlainn Ban mac Conchobair Ua Mael Sechlainn, nouveau roi de Mide se soumet à Toirdelbach afin d'assurer sa protection contre Donnchad Ua Ruairc de Bréifne. En 1084 les hommes de Munster marchent vers le Mide mais Donnchad  Ua Ruairc  lance une contre-attaque victorieuse qui le mène jusqu'en Leinster. Muirchertach le fils de Toirdelbach le défie près de Leixlip et envoie plusieurs têtes coupées à Limerick comme trophées. Cennétig Ua Briain qui combattait aux côtés de Ua Ruairc fait partie des victimes.

## Mort
Toirdelbach meurt à Kincora (Ceanncoradh) dans l'actuel Comté de Clare le 14 juillet 1086, âgé de 77 ans. Et malgré ses échecs les Annales d'Ulster le nomment « Roi d'Irlande ». La même dignité lui est accordée dans une lettre du Pape Grégoire VII et par Lanfranc, Archevêque de Cantorbéry, qui recherchaient son appui pour réformer l'Église. Les annales de Sainte-Marie de Dublin relèvent qu'il est à l'origine de la nomination de Donatus comme évêque de la ville en 1085.
Les annalistes précisent qu'il partagea le Munster entre ses trois fils : Tadg, Muirchertach et Diarmait, mais qu'après la disparition rapide de Tadgh, Muirchertach bannit son frère Diarmait pour rester seul roi.

## Famille et descendance
Toirdelbach eut trois épouses.  
1) Dubchoblaig issue des Uí Cheinnselaigh,(† 1088).
- Diarmait Ua Briain, roi de Munster en 1086, puis en 1114-1115[11] et en 1116, mort en 1118[12]

2) Derbforgaill  († 1098) d'Osraige fille de Tadg mac Giall Padraig qui fut la mère de : 
- Tagdh, († juillet 1086)[8], père de Domnall mac Tadg Ua Briain, roi associé de Munster (tué en 1115[13])
- Muirchertach Mór (anglais Murtogh), qui lui succède comme roi du Munster et Ard ri Érenn

3) Gormlaith († 1076)  fille de Ua Fógarta du sud Éile qui ne laisse pas de postérité.